# Guadalajara Open WTA
Il Guadalajara Open WTA è un torneo professionistico femminile di tennis giocato sul cemento del Panamerican Tennis Center di Guadalajara in Messico. Disputato dal 2022, il torneo fa parte della categoria WTA 500.
Dopo che Guadalajara aveva ospitato con successo le WTA Finals 2021, i direttori del torneo si sono dichiarati disposti ad ospitare un altro evento tennistico di rilievo nel 2022 e la WTA ha accolto la loro proposta. Il torneo è stato introdotto come conseguenza della cancellazione dei tornei in Cina e Russia a seguito della pandemia di COVID-19, dell'invasione russa dell'Ucraina del 2022 e della accuse dell'ex tennista Peng Shuai contro Zhang Gaoli e il Partito Comunista Cinese.
Inaugurato nell'ottobre 2022, ha preso il posto del Wuhan Open nel calendario e per le prime due edizioni è stato inserito nella categoria WTA 1000. Nel 2024, con il ritorno nel circuito del Wuhan Open, il torneo è stato declassato alla categoria WTA 500.

## Albo d'oro

### Singolare
| Anno | Categoria | Campionessa     | Finalista         | Punteggio   |
| ---- | --------- | --------------- | ----------------- | ----------- |
| 2022 | WTA 1000  | Jessica Pegula  | Maria Sakkarī     | 6–2, 6–3    |
| 2023 | WTA 1000  | Maria Sakkarī   | Caroline Dolehide | 7–5, 6–3    |
| 2024 | WTA 500   | Magdalena Fręch | Olivia Gadecki    | 7-6(5), 6-4 |

### Doppio femminile
| Anno | Categoria | Campionesse                     | Finaliste                            | Punteggio              |
| ---- | --------- | ------------------------------- | ------------------------------------ | ---------------------- |
| 2022 | WTA 1000  | Storm Sanders (1) Luisa Stefani | Anna Danilina Beatriz Haddad Maia    | 7–6(4), 6(2)–7, [10–8] |
| 2023 | WTA 1000  | Storm Hunter (2) Elise Mertens  | Gabriela Dabrowski Erin Routliffe    | 3–6, 6–2, [10-4]       |
| 2024 | WTA 500   | Anna Danilina Irina Chromačëva  | Oksana Kalašnikova Kamilla Rachimova | 2-6, 7-5, [10-7]       |